# Danh sách đô thị tại Madrid

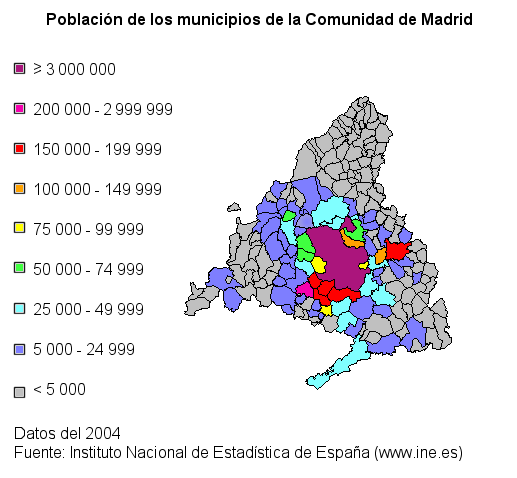
Bản đồ đô thị của tỉnh

Đây là danh sách các đô thị ở tỉnh và cộng đồng tự trị Madrid, Tây Ban Nha.
| Tên                                          | Dân số (2002) |
| La Acebeda                                   | 53            |
| Ajalvir                                      | 2.526         |
| Alameda del Valle                            | 188           |
| El Álamo                                     | 5.233         |
| Alcalá de Henares                            | 179.602       |
| Alcobendas                                   | 95.104        |
| Alcorcón                                     | 149.594       |
| Aldea del Fresno                             | 1.616         |
| Algete                                       | 16.011        |
| Alpedrete                                    | 8.811         |
| Ambite                                       | 312           |
| Anchuelo                                     | 590           |
| Aranjuez                                     | 40.928        |
| Arganda del Rey                              | 33.945        |
| Arroyomolinos                                | 5.428         |
| El Atazar                                    | 101           |
| Batres                                       | 1.047         |
| Becerril de la Sierra                        | 3.879         |
| Belmonte de Tajo                             | 1.159         |
| El Berrueco                                  | 391           |
| Berzosa del Lozoya                           | 152           |
| Boadilla del Monte                           | 27.145        |
| El Boalo                                     | 3.810         |
| Braojos                                      | 179           |
| Brea de Tajo                                 | 443           |
| Brunete                                      | 6.216         |
| Buitrago del Lozoya                          | 1.668         |
| Bustarviejo                                  | 1.599         |
| Cabanillas de la Sierra                      | 514           |
| La Cabrera                                   | 1.923         |
| Cadalso de los Vidrios                       | 2.329         |
| Camarma de Esteruelas                        | 2.950         |
| Campo Real                                   | 2.977         |
| Canencia                                     | 450           |
| Carabaña                                     | 1.201         |
| Casarrubuelos                                | 1.090         |
| Cenicientos                                  | 1.885         |
| Cercedilla                                   | 6.037         |
| Cervera de Buitrago                          | 108           |
| Ciempozuelos                                 | 15.075        |
| Cobeña                                       | 3.253         |
| Colmenar de Oreja                            | 5.452         |
| Colmenar del Arroyo                          | 961           |
| Colmenar Viejo                               | 35.664        |
| Colmenarejo                                  | 5.570         |
| Collado Mediano                              | 5.095         |
| Collado Villalba                             | 48.885        |
| Corpa                                        | 452           |
| Coslada                                      | 79.862        |
| Cubas de la Sagra                            | 2.075         |
| Chapinería                                   | 1.532         |
| Chinchón                                     | 4.346         |
| Daganzo de Arriba                            | 4.725         |
| El Escorial                                  | 11.912        |
| Estremera                                    | 1.074         |
| Fresnedillas de la Oliva                     | 955           |
| Fresno de Torote                             | 811           |
| Fuenlabrada                                  | 179.735       |
| Fuente el Saz de Jarama                      | 4.878         |
| Fuentidueña de Tajo                          | 1.476         |
| Galapagar                                    | 24.927        |
| Garganta de los Montes                       | 334           |
| Gargantilla del Lozoya y Pinilla de Buitrago | 279           |
| Gascones                                     | 122           |
| Getafe                                       | 156.320       |
| Griñón                                       | 6.008         |
| Guadalix de la Sierra                        | 3.673         |
| Guadarrama                                   | 11.280        |
| La Hiruela                                   | 88            |
| Horcajo de la Sierra                         | 139           |
| Horcajuelo de la Sierra                      | 109           |
| Hoyo de Manzanares                           | 6.374         |
| Humanes de Madrid                            | 10.561        |
| Leganés                                      | 174.436       |
| Loeches                                      | 3.489         |
| Lozoya                                       | 485           |
| Lozoyuela-Navas-Sieteiglesias                | 708           |
| Madarcos                                     | 30            |
| Madrid                                       | 3.016.788     |
| Majadahonda                                  | 52.864        |
| Manzanares el Real                           | 4.688         |
| Meco                                         | 8.007         |
| Mejorada del Campo                           | 17.560        |
| Miraflores de la Sierra                      | 4.038         |
| El Molar                                     | 4.275         |
| Los Molinos                                  | 3.691         |
| Montejo de la Sierra                         | 318           |
| Moraleja de Enmedio                          | 3.364         |
| Moralzarzal                                  | 7.118         |
| Morata de Tajuña                             | 5.664         |
| Móstoles                                     | 198.819       |
| Navacerrada                                  | 2.016         |
| Navalafuente                                 | 599           |
| Navalagamella                                | 1.356         |
| Navalcarnero                                 | 14.936        |
| Navarredonda y San Mamés                     | 112           |
| Navas del Rey                                | 1.862         |
| Nuevo Baztán                                 | 4.083         |
| Olmeda de las Fuentes                        | 150           |
| Orusco de Tajuña                             | 653           |
| Paracuellos de Jarama                        | 6.673         |
| Parla                                        | 80.545        |
| Patones                                      | 356           |
| Pedrezuela                                   | 1.776         |
| Pelayos de la Presa                          | 1.597         |
| Perales de Tajuña                            | 2.099         |
| Pezuela de las Torres                        | 476           |
| Pinilla del Valle                            | 147           |
| Pinto                                        | 31.737        |
| Piñuécar-Gandullas                           | 179           |
| Pozuelo de Alarcón                           | 71.246        |
| Pozuelo del Rey                              | 219           |
| Prádena del Rincón                           | 104           |
| Puebla de la Sierra                          | 110           |
| Puentes Viejas                               | 425           |
| Quijorna                                     | 1.342         |
| Rascafría                                    | 1.633         |
| Redueña                                      | 193           |
| Ribatejada                                   | 401           |
| Rivas-Vaciamadrid                            | 39.278        |
| Robledillo de la Jara                        | 103           |
| Robledo de Chavela                           | (2006) 3.319  |
| Robregordo                                   | 80            |
| Las Rozas de Madrid                          | 62.527        |
| Rozas de Puerto Real                         | 257           |
| San Agustín del Guadalix                     | 7.074         |
| San Fernando de Henares                      | 36.658        |
| San Lorenzo de El Escorial                   | 13.164        |
| San Martín de la Vega                        | 12.382        |
| San Martín de Valdeiglesias                  | 6.348         |
| San Sebastián de los Reyes                   | 60.323        |
| Santa María de la Alameda                    | 798           |
| Santorcaz                                    | 611           |
| Los Santos de la Humosa                      | 951           |
| La Serna del Monte                           | 115           |
| Serranillos del Valle                        | 1.163         |
| Sevilla la Nueva                             | 4.495         |
| Somosierra                                   | 112           |
| Soto del Real                                | 7.110         |
| Talamanca de Jarama                          | 1.655         |
| Tielmes                                      | 2.100         |
| Titulcia                                     | 929           |
| Torrejón de Ardoz                            | 101.056       |
| Torrejón de la Calzada                       | 4.847         |
| Torrejón de Velasco                          | 2.333         |
| Torrelaguna                                  | 3.157         |
| Torrelodones                                 | 15.916        |
| Torremocha de Jarama                         | 374           |
| Torres de la Alameda                         | 4.871         |
| Tres Cantos                                  | 37.688        |
| Valdaracete                                  | 615           |
| Valdeavero                                   | 679           |
| Valdelaguna                                  | 591           |
| Valdemanco                                   | 499           |
| Valdemaqueda                                 | 630           |
| Valdemorillo                                 | 7.111         |
| Valdemoro                                    | 34.163        |
| Valdeolmos-Alalpardo                         | 1.893         |
| Valdepiélagos                                | 308           |
| Valdetorres de Jarama                        | 2.344         |
| Valdilecha                                   | 2.041         |
| Valverde de Alcalá                           | 315           |
| Velilla de San Antonio                       | 8.188         |
| El Vellón                                    | 1.184         |
| Venturada                                    | 986           |
| Villa del Prado                              | 4.350         |
| Villaconejos                                 | 2.972         |
| Villalbilla                                  | 5.138         |
| Villamanrique de Tajo                        | 633           |
| Villamanta                                   | 1.735         |
| Villamantilla                                | 363           |
| Villanueva de la Cañada                      | 12.109        |
| Villanueva de Perales                        | 793           |
| Villanueva del Pardillo                      | 6.415         |
| Villar del Olmo                              | 1.582         |
| Villarejo de Salvanés                        | 5.871         |
| Villaviciosa de Odón                         | 21.461        |
| Villavieja del Lozoya                        | 183           |
| Zarzalejo                                    | 1.133         |